# Kopp (Allemagne)
Pour les articles homonymes, voir Kopp.
Kopp est une municipalité de la Verbandsgemeinde Gerolstein, dans l'arrondissement de Vulkaneifel, en Rhénanie-Palatinat, dans l'ouest de l'Allemagne.